# Passo della Teglia
Il passo della Teglia è un valico stradale delle Alpi liguri, nella catena del Saccarello, situato a 1.385 m s.l.m. tra la valle dell'Arroscia e quella dell'Argentina. Il colle si apre tra il monte Pizzo (a nord-ovest, 1.417 m) e il monte Fenaira (a sud-est, 1.457 m).

## Storia
Per il passo transitava la strada Marenca, un'antica via di collegamento tra la Riviera di Ponente e l'entroterra ligure. Il sentiero che oggi ripropone l'antico itinerario prosegue verso l'interno in direzione del Monte Monega. Il valico fu teatro durante la Resistenza di alcuni scontri tra i partigiani e le truppe nazifasciste.

## Accesso
Il passo è raggiungibile da Pieve di Teco passando per Rezzo oppure da Molini di Triora per la frazione Andagna, in entrambi i casi tramite la S.P. n. 17 di Passo Teglia. Si tratta di un collegamento stradale soggetto a un forte rischio di frane, che in alcune occasioni l'hanno pesantemente compromesso. La salita in bicicletta dalla costa ligure viene apprezzata dai ciclisti per il poco traffico e i bei panorami che offre.